# (35428) 1998 BS2
(35428) 1998 BS2 est un astéroïde de la ceinture principale découvert en 1998.

## Description
(35428) 1998 BS2 a été découvert le 19 janvier 1998 à l'observatoire de Nachikatsuura au Japon, par Yoshisada Shimizu et Takeshi Urata.

### Caractéristiques orbitales
L'orbite de cet astéroïde est caractérisée par un demi-grand axe de 2,33 ua, un périhélie de 2,06 ua, une excentricité de 0,11 et une inclinaison de 7,08° par rapport à l'écliptique. Du fait de ces caractéristiques, à savoir un demi-grand axe compris entre 2 et 3,2 ua et un périhélie supérieur à 1,666 ua, il est classé, selon la JPL Small-Body Database, comme objet de la ceinture principale.

### Caractéristiques physiques
(35428) 1998 BS2 a une magnitude absolue (H) de 14,7 et un albédo estimé à 0,103.